# パブロ・ロペス (野球)
パブロ・ホセ・ロペス・セラ（Pablo José López Serra, 1996年3月7日 - ）は、ベネズエラのスリア州カビマス出身のプロ野球選手（投手）。右投左打。MLBのミネソタ・ツインズ所属。

## 経歴

### プロ入りとマリナーズ傘下時代
2012年にシアトル・マリナーズと契約してプロ入り。
2013年に傘下のルーキー級ベネズエラン・サマーリーグ・マリナーズでプロデビュー。12試合に先発登板して7勝1敗、防御率2.57、38奪三振を記録した。
2014年はトミー・ジョン手術を受けた影響もあり、全休した。
2015年はルーキー級アリゾナリーグ・マリナーズでプレーし、12試合（先発3試合）に登板して2勝1敗、防御率3.13、26奪三振を記録した。
2016年はA級クリントン・ランバーキングスでプレーし、17試合（先発13試合）に登板して7勝1敗、防御率2.13、56奪三振を記録した。
2017年はA+級モデスト・ナッツでプレーした。

### マーリンズ時代
2017年7月20日にデビッド・フェルプスとのトレードで、ブライアン・ヘルナンデス、ブランドン・ミラー、ルーカス・シラルディと共にマイアミ・マーリンズへ移籍した。移籍後は傘下のA+級ジュピター・ハンマーヘッズでプレーし、移籍前を含めた2球団合計で27試合（先発24試合）に登板して5勝11敗、防御率4.15、121奪三振を記録した。オフの11月20日にはルール・ファイブ・ドラフトでの流出を防ぐために40人枠入りした。
2018年は開幕をAA級ジャクソンビル・ジャンボシュリンプで迎え、AAA級ニューオーリンズ・ベビーケークスを経て6月30日にメジャー初昇格を果たした。メジャーデビューとなった同日のニューヨーク・メッツ戦では、ジェイコブ・デグロムと投げ合って6回2失点の投球で勝利投手となった。この年メジャーでは10試合に先発登板して2勝4敗、防御率4.14、46奪三振を記録した。
2021年7月11日のアトランタ・ブレーブス戦では初回先頭から9者連続奪三振を記録し、近代野球後の連続奪三振記録を更新した。

### ツインズ時代
2023年1月20日にルイス・アラエスとのトレードで、ホセ・サラス、バイロン・チョーリオと共にミネソタ・ツインズへ移籍した。
シーズン開幕前の3月に開催された第5回WBCのベネズエラ代表に選出された。
シーズンでは移籍初年度ながら、自身初となる開幕投手を務めた。7月5日のロイヤルズ戦でキャリアハイの12奪三振を記録すると同時に自身初となる完封勝利を記録した。7月8日に辞退したケビン・ゴーズマンの代替選手としてオールスターゲームに初選出された。この年は32試合に先発登板して194イニングを投げ、11勝8敗、防御率3.66、234奪三振を記録した。
2024年は2年連続2度目となる開幕投手に選出された。この年は32試合に先発登板して185.1イニングを投げ、15勝10敗、防御率4.08、198奪三振を記録した。
2025年は3年連続3度目となる開幕投手に選出された。

## 選手としての特徴
制球に優れ、平均92〜93mphの速球にカーブとチェンジアップを交える。速球の最速は、2019年に計測した97.2mph（約156.4km/h）である。

## 人物
両親は共に医師であり、ロペス自身もかつては医師になることを目指していたが、野球選手となった。

## 詳細情報

### 年度別投手成績
| 年 度    | 球 団    | 登 板 | 先 発 | 完 投 | 完 封 | 無 四 球 | 勝 利 | 敗 戦 | セ 丨 ブ | ホ 丨 ル ド | 勝 率 | 打 者 | 投 球 回 | 被 安 打 | 被 本 塁 打 | 与 四 球 | 敬 遠 | 与 死 球 | 奪 三 振 | 暴 投 | ボ 丨 ク | 失 点 | 自 責 点 | 防 御 率 | W H I P |
| -------- | -------- | ----- | ----- | ----- | ----- | -------- | ----- | ----- | -------- | ----------- | ----- | ----- | -------- | -------- | ----------- | -------- | ----- | -------- | -------- | ----- | -------- | ----- | -------- | -------- | ------- |
| 2018     | MIA      | 10    | 10    | 0     | 0     | 0        | 2     | 4     | 0        | 0           | .333  | 247   | 58.2     | 56       | 8           | 18       | 5     | 4        | 46       | 2     | 0        | 28    | 27       | 4.14     | 1.26    |
| 2019     | MIA      | 21    | 21    | 0     | 0     | 0        | 5     | 8     | 0        | 0           | .385  | 469   | 111.1    | 111      | 15          | 27       | 3     | 11       | 95       | 6     | 2        | 64    | 63       | 5.09     | 1.24    |
| 2020     | MIA      | 11    | 11    | 0     | 0     | 0        | 6     | 4     | 0        | 0           | .600  | 240   | 57.1     | 50       | 4           | 18       | 1     | 2        | 59       | 0     | 0        | 27    | 23       | 3.61     | 1.19    |
| 2021     | MIA      | 20    | 20    | 0     | 0     | 0        | 5     | 5     | 0        | 0           | .500  | 418   | 102.2    | 89       | 11          | 26       | 1     | 7        | 115      | 3     | 0        | 37    | 35       | 3.07     | 1.12    |
| 2022     | MIA      | 32    | 32    | 0     | 0     | 0        | 10    | 10    | 0        | 0           | .500  | 736   | 180.0    | 157      | 21          | 53       | 1     | 8        | 174      | 4     | 0        | 78    | 75       | 3.75     | 1.17    |
| 2023     | MIN      | 32    | 32    | 1     | 1     | 1        | 11    | 8     | 0        | 0           | .579  | 801   | 194.0    | 176      | 24          | 48       | 1     | 9        | 234      | 7     | 0        | 81    | 79       | 3.66     | 1.15    |
| 2024     | MIN      | 32    | 32    | 0     | 0     | 0        | 15    | 10    | 0        | 0           | .600  | 772   | 185.1    | 180      | 26          | 41       | 0     | 8        | 198      | 3     | 0        | 90    | 84       | 4.08     | 1.19    |
| MLB：7年 | MLB：7年 | 158   | 158   | 1     | 1     | 1        | 54    | 49    | 0        | 0           | .524  | 3683  | 889.1    | 819      | 109         | 231      | 12    | 49       | 921      | 25    | 2        | 405   | 386      | 3.91     | 1.18    |

- 2024年度シーズン終了時

### WBCでの投手成績
| 年 度 | 代 表      | 登 板 | 先 発 | 勝 利 | 敗 戦 | セ ｜ ブ | 打 者 | 投 球 回 | 被 安 打 | 被 本 塁 打 | 与 四 球 | 敬 遠 | 与 死 球 | 奪 三 振 | 暴 投 | ボ ｜ ク | 失 点 | 自 責 点 | 防 御 率 |
| ----- | ---------- | ----- | ----- | ----- | ----- | -------- | ----- | -------- | -------- | ----------- | -------- | ----- | -------- | -------- | ----- | -------- | ----- | -------- | -------- |
| 2023  | ベネズエラ | 1     | 1     | 1     | 0     | 0        | 16    | 4.2      | 2        | 1           | 0        | 0     | 0        | 6        | 0     | 0        | 1     | 1        | 1.93     |

### 年度別守備成績
| 年 度 | 球 団 | 投手（P） | 投手（P） | 投手（P） | 投手（P） | 投手（P） | 投手（P） |
| 年 度 | 球 団 | 試 合     | 刺 殺     | 補 殺     | 失 策     | 併 殺     | 守 備 率  |
| ----- | ----- | --------- | --------- | --------- | --------- | --------- | --------- |
| 2018  | MIA   | 10        | 4         | 7         | 1         | 2         | .917      |
| 2019  | MIA   | 21        | 9         | 12        | 0         | 1         | 1.000     |
| 2020  | MIA   | 11        | 11        | 4         | 0         | 0         | 1.000     |
| 2021  | MIA   | 20        | 4         | 9         | 0         | 1         | 1.000     |
| 2022  | MIA   | 32        | 13        | 12        | 2         | 2         | .926      |
| 2023  | MIN   | 32        | 7         | 23        | 1         | 0         | .968      |
| 2024  | MIN   | 32        | 11        | 13        | 1         | 1         | .960      |
| MLB   | MLB   | 158       | 59        | 80        | 5         | 7         | .965      |

- 2024年度シーズン終了時
- 各年度の太字はリーグ最高

### 表彰
- ピッチャー・オブ・ザ・マンス：1回（2022年4月）

### 記録
- MLBオールスターゲーム選出：1回（2023年）

### 背番号
- 49（2019年 - ）

### 代表歴
- 2023 ワールド・ベースボール・クラシック・ベネズエラ代表